# Завиша, Николай Янович
Николай Янович Завиша герба Лебедь (бел. Мікалай Завіша), также известный как Николай Завиша Кежгайло (пол. Mikołaj Zawisza Kieżgajło; 1585 — 1647) — государственный деятель Великого княжества Литовского, референдарий великий светский литовский в 1625—1626 годах; каштелян витебский с 1626 года.

## Биография
Представитель шляхетского рода Завишей герба «Лебедь», сын воеводы витебского Яна Завишы и Анастасии из рода Тризны.
5 марта 1621 года как представитель короля и великого князя в Витебске приказал членам городского магистрата и некоторым горожанам явиться 7 марта в ратушу на суд в связи с бунтом 3 марта и иными попытками неповиновения владыке Иосафату Кунцевичу и духовенству. Однако попытка привлечь витебских горожан к суду окончилась новым бунтом.
Оставил только дочерей, из которых Людвина Завишанка стала одной из первых минских бернардинок.